# Geschoss (Architektur)
Ein Geschoss (in Österreich Geschoß), auch Etage, Stockwerk und Stock, ist die Gesamtheit aller Räume in einem Gebäude, die auf einer Zugangsebene liegen und horizontal verbunden sind. Es ist möglich, dass ein Geschoss Höhenunterschiede aufweist. Entscheidend ist aber die horizontale Zusammengehörigkeit der Räume. Der Begriff wird heute unabhängig von der Art der Gebäudekonstruktion verwendet.
Anzahl und Fläche der Geschosse sowie die Geschosshöhe haben Einfluss auf die Nutzbarkeit von Gebäuden.

## Wortherkunft

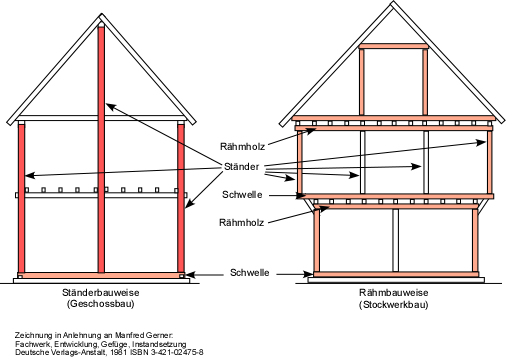
Geschoss (Ständerbauweise, links) und Stockwerk (Rähmbauweise, rechts) in der ursprünglichen Wortbedeutung

Ursprünglich leiten sich die Bezeichnungen Geschoss und Stockwerk von unterschiedlichen Arten der Holzbauweise ab. Bei Gebäuden mit einem über die gesamte Höhe des Gebäudes durchgehenden Ständerwerk (Ständerbauweise) wurden Geschosse dadurch gebildet, dass in das Ständerwerk Quer- oder Deckenbalken eingeschossen (also eingezogen) wurden. Darin unterscheidet es sich auch ursprünglich von einem Stockwerk oder Stock, das jeweils in sich abgezimmert (ausgesteift) ist und eine eigene Konstruktionseinheit bildet (Stockwerkbauweise). Es gibt somit keine durchgehenden Ständer, wodurch die oberen Stockwerke über die unteren auskragen können. Der Name stammt aus dem Fachwerkbau und setzt sich aus den Worten Stock für Wurzelstock, Stab, Pfahl und Werk für verarbeiten zusammen, Stockwerk also etwa im Sinne von Balkenwerk. In diesem konstruktiven Sinne wird der Begriff in der Baugeschichtsforschung weiterhin verwendet.
Im Bauwesen hingegen wird heute nur noch von Geschossen gesprochen. Das Wort Stockwerk ist kein Fachterminus. Ein Grund dafür ist sicherlich der immer geringere Anteil von Gebäuden in traditioneller Fachwerkbauweise. Bei reinen Fachwerkhäusern ist die Anzahl der Stockwerke zumeist gleich der Geschosse im heutigen Sinne. Bei Gebäuden mit einem steinernen Erdgeschoss und aufgesetzten (hölzernen) Stockwerken gibt es hingegen Unterschiede. Benutzt man den Begriff Stockwerk generell für alle Gebäude, kann dies zu einer missverständlichen Aussage führen.
Die Verwendung des Wortes Etage (von französisch: étage = Rang, Stand, aus dem mittellateinischen stagium = Standort von: stare = stehen) als Synonym für Geschoss kann zu ähnlichen Schwierigkeiten führen. Im französischen Sprachraum ist mit der ersten Etage (premier étage) das erste Obergeschoss gemeint.

## Geschossigkeit

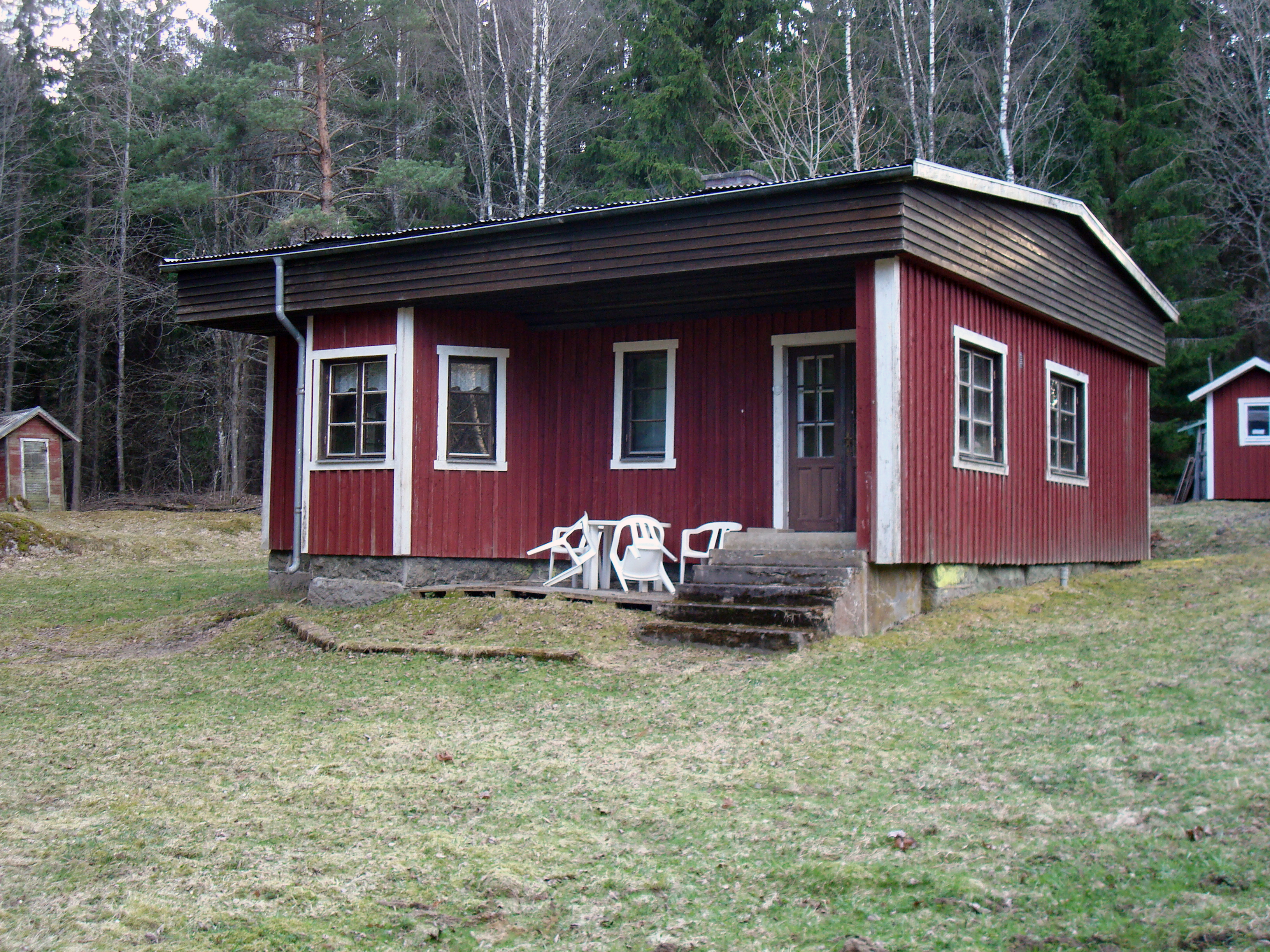
Eingeschossiges Haus (modernisiertes Torp) in Schweden

Man spricht in der Architektur allgemein von eingeschossigen Gebäuden, wenn alle nutzbaren Räume im Erdgeschoss liegen. Zu den Haustypen, für die eine eingeschossige Bauweise charakteristisch ist, zählen beispielsweise Bungalows, Baracken oder traditionelle britische Cottages. Nach dem Wortgebrauch im Baurecht verfügen eingeschossige Gebäude lediglich über ein Vollgeschoss, zu dem dann beispielsweise noch ein ausgebautes Dachgeschoss hinzukommen kann (sofern dieses nicht die Ausmaße eines Vollgeschosses erreicht). Mehrgeschossige Gebäude haben eine beliebige Anzahl von Geschossen, die übereinander geschichtet sind. Sie werden entsprechend der Anzahl ihrer Vollgeschosse benannt, zum Beispiel dreigeschossiges Gebäude. Die einzelnen Obergeschosse sind über vertikale Erschließungswege wie Treppen oder Aufzüge zugänglich.

## Geschossbezeichnungen

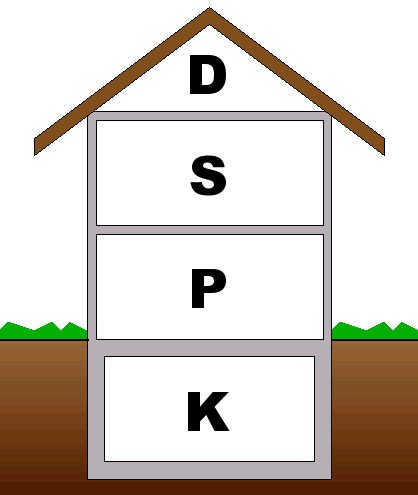
Geschossbezeichnungen: Dachgeschoss (D), Obergeschoss oder 1. Stock (S), Erdgeschoss oder Parterre (P), Untergeschoss oder Keller (K)

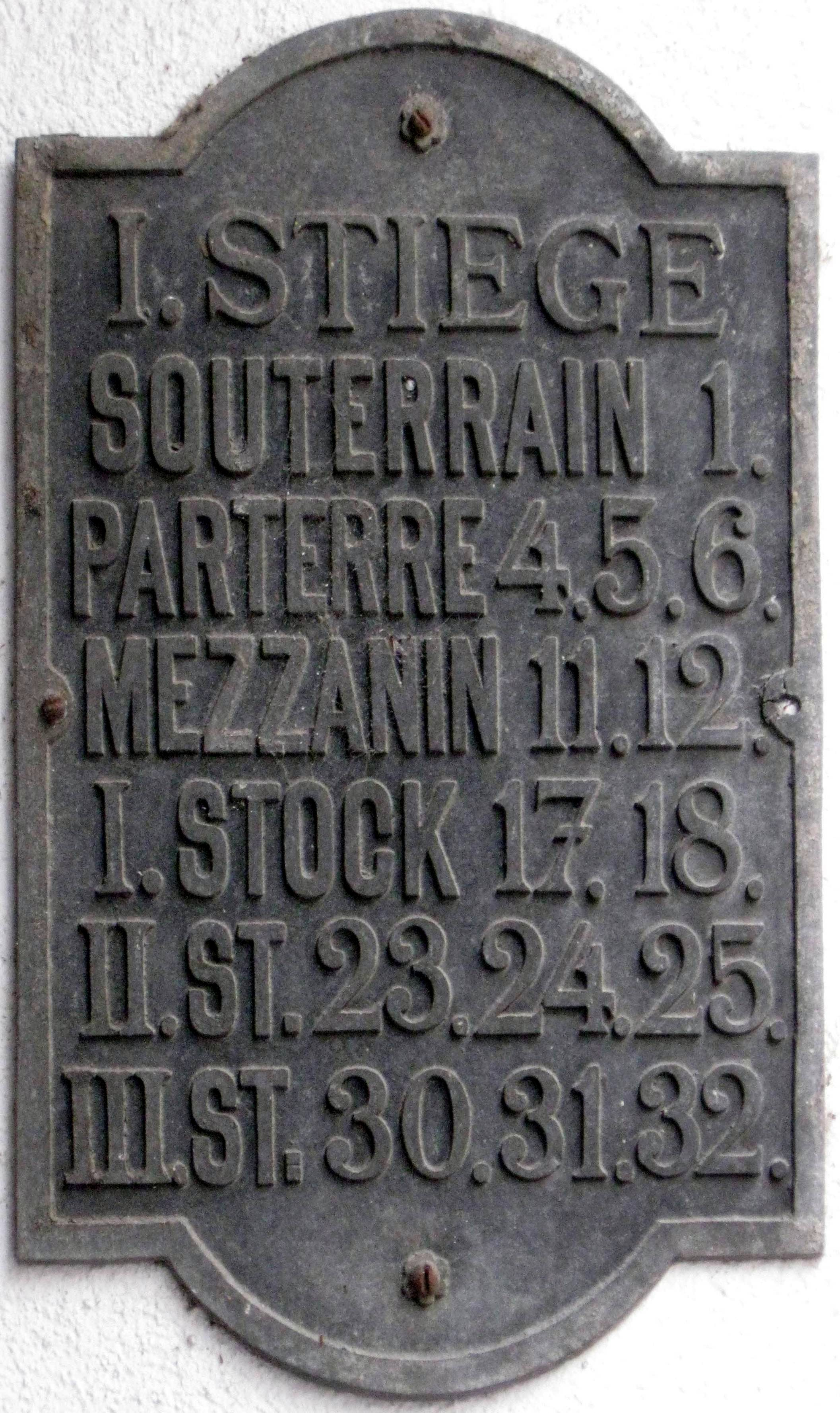
Bezeichnungen Souterrain, Parterre, Mezzanin und Stock an einem Mietshaus in Wien-Wieden

Als Normalgeschoss bezeichnet man alle Geschosse, deren Grundfläche der Gebäudegrundfläche entspricht. Die Geschosszahl, die in Bebauungsplänen vorgegeben sein kann, berücksichtigt nur die sogenannten Normalgeschosse (Erd- und Obergeschosse); alle Normalgeschosse zusammen ergeben den Gebäudeschaft.
Es gibt eine Vielzahl von Geschossbezeichnungen, der Name richtet sich zumeist nach der Position des Geschosses im Gebäude. Im Folgenden werden die verschiedenen Bezeichnungen erläutert.

### Erdgeschoss (EG)
Das Erdgeschoss oder Parterre (so die ausschließliche Bezeichnung in der Schweiz) und veraltet Rez-de-Chaussée ist das zu ebener Erde liegende Geschoss eines Gebäudes. Erdgeschosse liegen nicht zwangsläufig exakt auf dem Höhenniveau des umliegenden Geländes und sind nicht immer identisch mit der Nullebene. Oft führen einige Stufen hinauf, seltener auch hinunter auf das Fußbodenniveau des Erdgeschosses. Normalerweise erfolgt die Erschließung eines Gebäudes über das Erdgeschoss, hier ist der Hauseingang mit dem Zugang zum Treppenhaus und gegebenenfalls zum Personenaufzug. Auch die Fluchtwege innerhalb eines Gebäudes enden üblicherweise im Erdgeschoss. Bei Wohnhäusern mit eigenem Garten kann eine Terrasse an das Erdgeschoss anschließen.
Bei mehrgeschossigen Gebäuden unterscheidet sich das Erdgeschoss in Nutzung, Grundriss, Geschosshöhe und Fassadengestaltung oft grundlegend von den Obergeschossen. Die Architektur der Fassade stellt diesen Unterschied meist deutlich heraus. In der zeitgenössischen Architektur sind es vor allem Gebäude mit einer vertikalen Nutzungsmischung (Geschäfte im Erdgeschoss, Wohnen in den Obergeschossen), die diesen Kontrast aufweisen.
Ist im Haus ein unterhalb der Straßenebene liegendes Souterrain (Tiefparterre) vorhanden, liegt das Erdgeschoss entsprechend einige Treppenstufen (etwa ein halbes Geschoss) über der Straßenebene und wird dann auch als Hochparterre bezeichnet. In Deutschland beurteilte ein Amtsgericht, dass ein Stockwerk dann als Hochparterre gilt, wenn die Unterkante des Fensters wenigstens 1,94 m vom Boden entfernt ist. Besonders bei einer Hanglage des Hauses kann der Höhenunterschied vom Hochparterre zum Umgebungsterrain deutlich hervortreten.

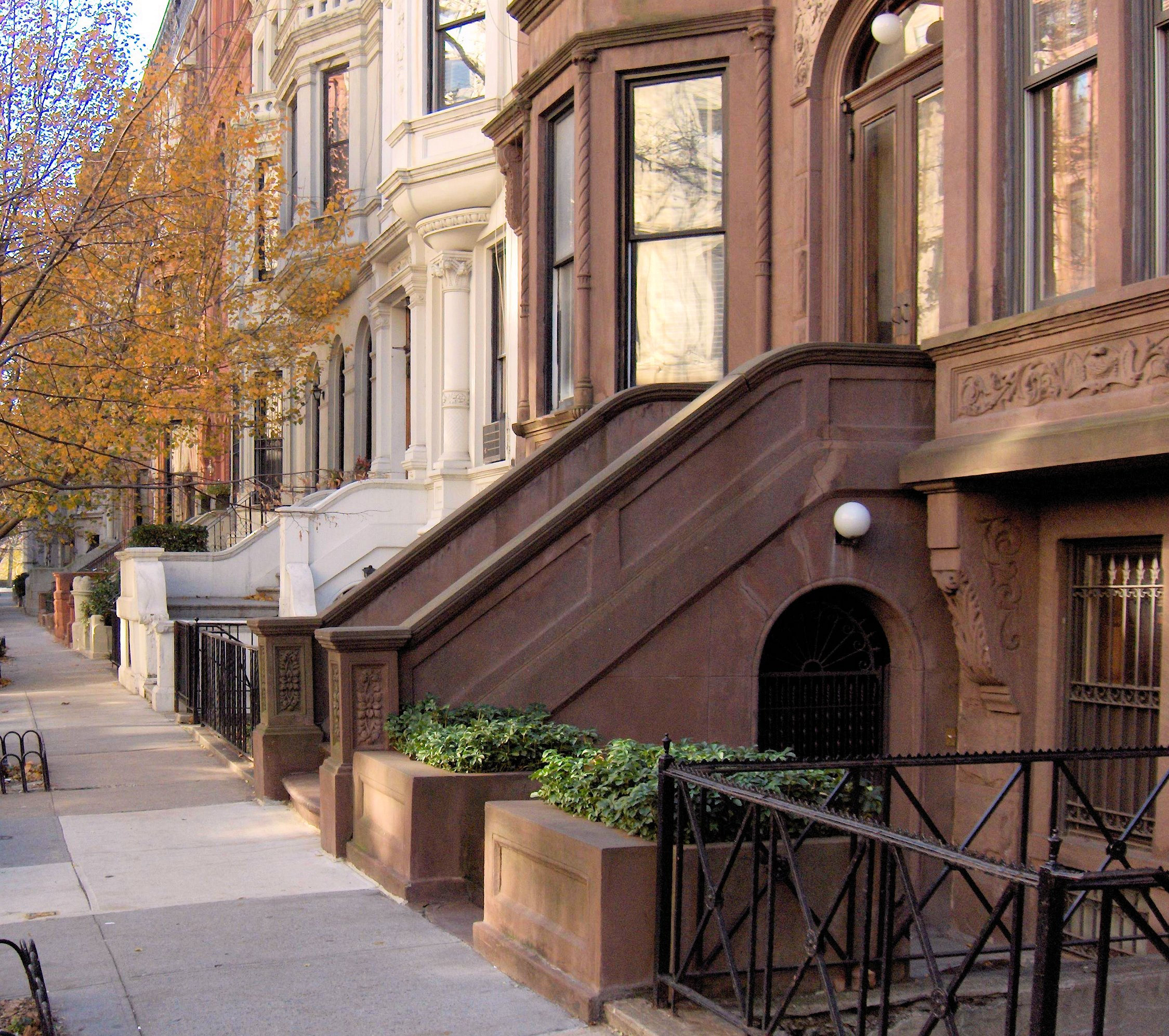
Stadthäuser mit Hochparterre (New York City)

### Kellergeschoss (KG)
Unterhalb des Erdgeschosses befinden sich die Kellergeschosse, auch Untergeschosse (UG) oder Tiefgeschosse genannt. Sie liegen in der Regel unter der umgebenden Geländeoberfläche. Ein Kellergeschoss, das nur zum Teil unter der Geländeoberfläche liegt und über natürliche Belichtung verfügt, nennt man auch Souterrain oder Tiefparterre.
Unterschiede zwischen den Begriffen ergeben sich aus der Nutzung. Keller dienen nicht als Wohnraum, sondern untergeordneten Zwecken und sind entsprechend einfach ausgebildet. Bei anderer Nutzung und entsprechendem Ausbau (beispielsweise als Verkaufsfläche in einem Warenhaus) findet der Begriff Untergeschoss Anwendung. Der Begriff Tiefgeschoss wird vor allem bei Tiefgaragen verwendet. Bei mehreren Untergeschossen zählt man vom Erdgeschoss in die Tiefe.

### Obergeschoss (OG)
Als Obergeschoss oder Stock bezeichnet man alle Geschosse über dem Erdgeschoss und unter dem Dachgeschoss. Bei mehr als einem Obergeschoss nummeriert man die Geschosse. Die Form der Nummerierung von Geschossen unterscheidet sich von Region zu Region.
Das erste Obergeschoss war im historischen Wohnhausbau meist das mit der größten Raumhöhe und der prächtigsten Ausstattung, daher die Bezeichnungen „Piano nobile“ (italien., v. a. im 17. Jahrhundert) oder „Beletage“ (franz., v. a. im 18./19. Jahrhundert).

### Dachgeschoss (DG)

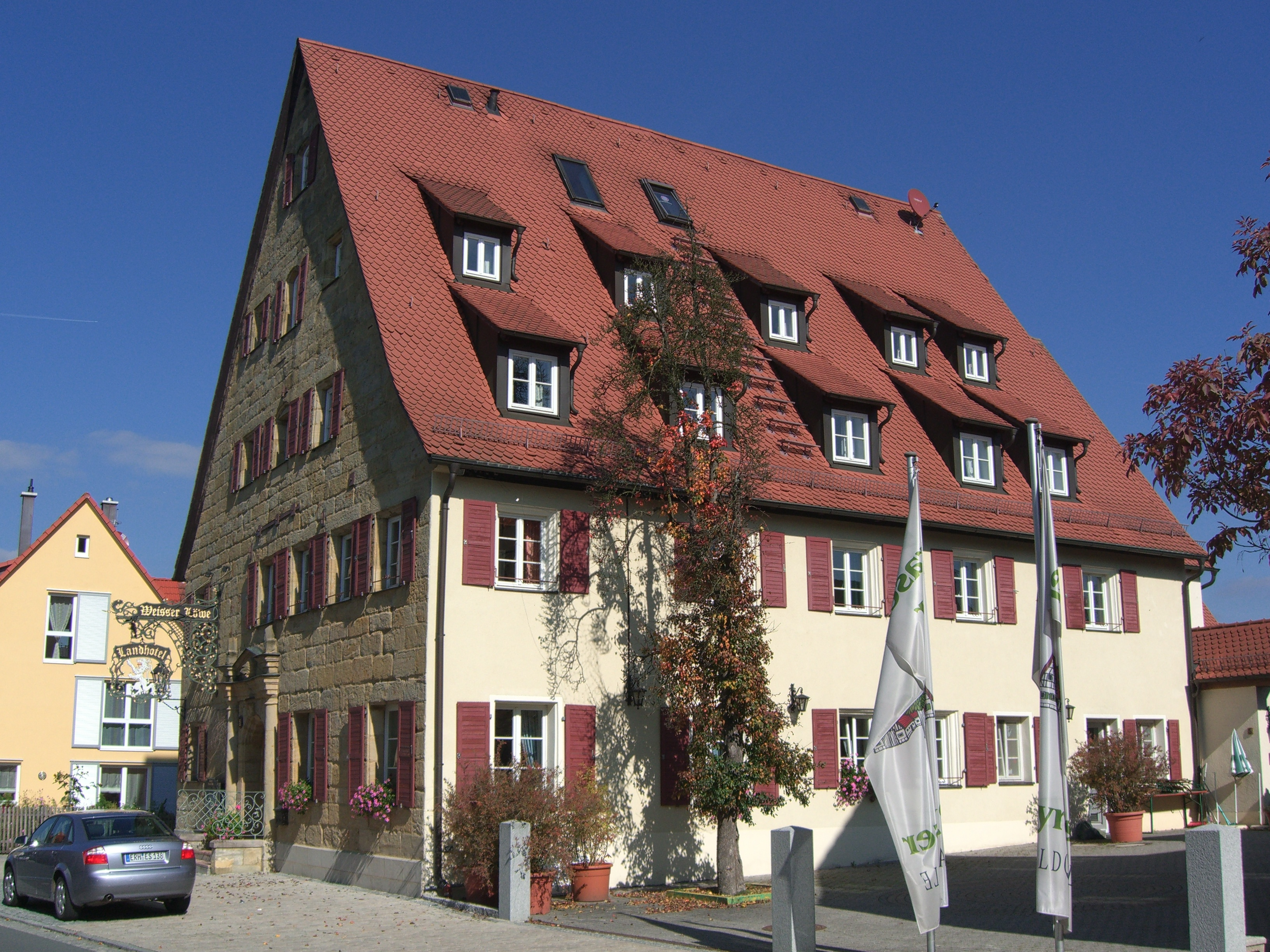
Haus mit mehreren Dachgeschossen (Eckental, Mittelfranken)

Als Dachgeschoss bezeichnet man genutzte Geschosse, die direkt unterm bzw. im Dach liegen. Ungenutzte Bereiche bezeichnet man als Dachboden. Der Bereich über dem genutzten Dachgeschoss ist der Spitzboden. Im Mansarddach wird das ausgebaute Unterdach als Mansarde bezeichnet.
Aufgrund der Dachneigung und ggf. aufgrund von Abseiten haben Dachgeschosse eine kleinere nutzbare Grundfläche als die darunterliegenden Geschosse. Durch den Einbau von Dachgauben, Zwerchhäusern und anderen Dachaufbauten kann der nutzbare Innenraum wieder vergrößert werden. Davon abhängig können Dachgeschosse baurechtlich eventuell als Vollgeschosse eingeordnet werden. Auch für Dachgeschosse gilt die von unten nach oben fortlaufende numerische Zählung, wenn mehrere übereinander liegen. 

## Nummerierung
Für die Nummerierung der Stockwerke, beispielsweise in Aufzügen, gibt es im Wesentlichen drei verschiedene Systeme:
- Das Erdgeschoss hat die Nummer 0. Das Geschoss Nummer 1 ist also das erste Obergeschoss, −1 das erste Untergeschoss. Dies ist die übliche Nummerierung in den meisten europäischen Ländern. Auf der Erdgeschoss-Taste im Aufzug kann anstelle der Ziffer 0 auch eine Abkürzung für „Erdgeschoss“ in der jeweiligen Landessprache vorhanden sein (siehe Tabelle).
- Das Erdgeschoss hat die Nummer 1. Dies ist beispielsweise in Nordamerika üblich (Erdgeschoss = first floor im amerikanischen Englisch). Das erste Obergeschoss trägt damit bereits die Nummer 2. Die Nummer 0 für das erste Untergeschoss kann vorhanden sein, aber auch übersprungen werden, wodurch die Nummerierung der Untergeschosse mit −1 oder einer entsprechenden Abkürzung beginnt.
- Das unterste Geschoss hat die Nummer 1. In diesem Falle ist die Nummer des Erdgeschosses von der Anzahl der Untergeschosse abhängig. Diese Nummerierung wird beispielsweise bei den meisten Gebäuden der RPTU am Standort Kaiserslautern angewendet: Das Untergeschoss trägt hier die Nummer 1, womit Etage 2 das Erdgeschoss bezeichnet. Auch viele Gebäude von Siemens nutzen diese Nummerierung: Da hier in der Regel zwei Kellergeschosse vorhanden sind, trägt das Erdgeschoss hier sogar die Nummer 3.[Beleg erforderlich]

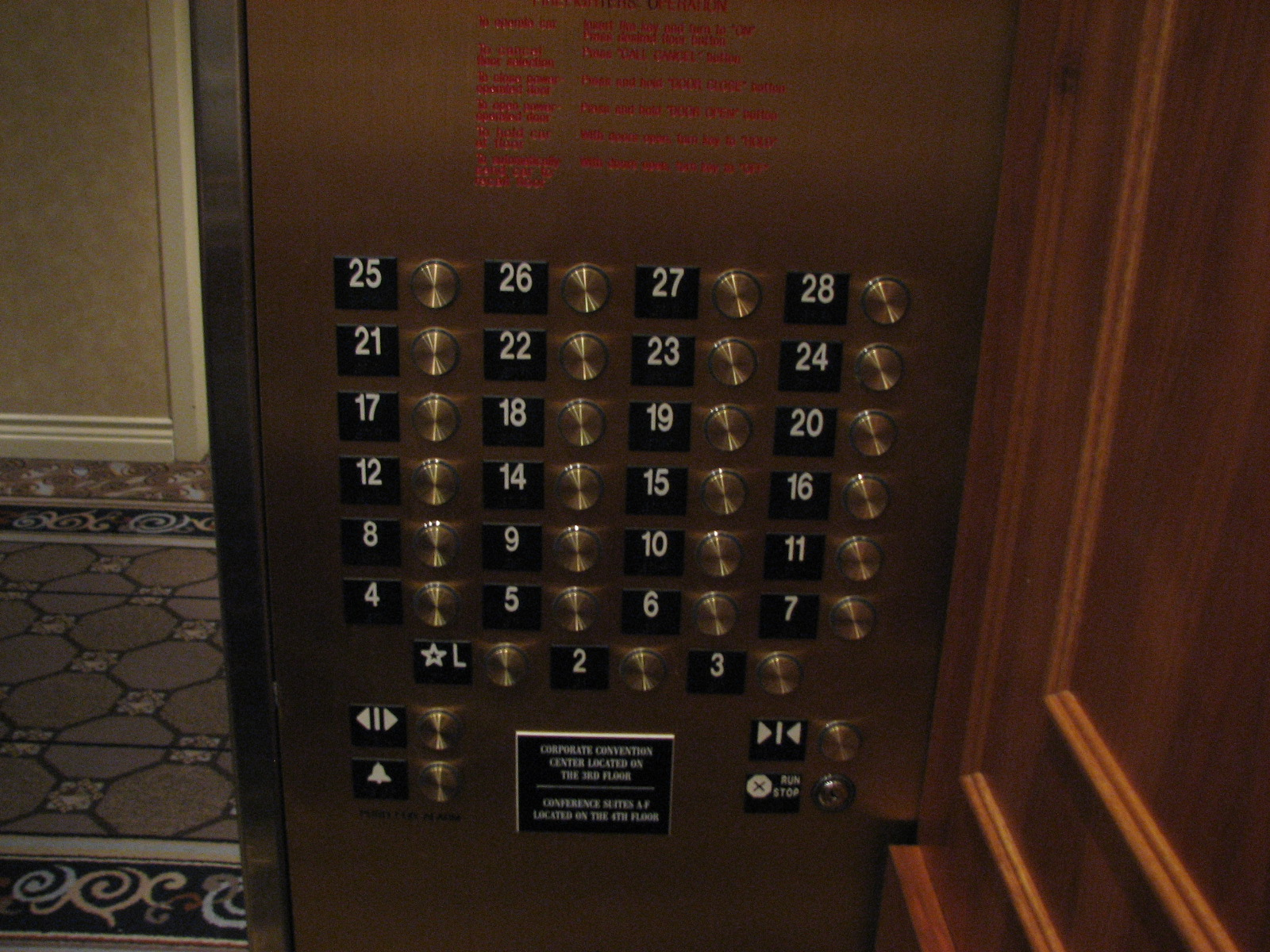
Bedientableau eines Aufzugs; es gibt keine Taste mit der Nummer 13

| Geschoss                                                            | Europa (überwiegend)                                                    | Nordamerika                                                                        | Norwegen und Osteuropa | China/Japan | RPTU, Standort Kaiserslautern; tw. Japan |
| ------------------------------------------------------------------- | ----------------------------------------------------------------------- | ---------------------------------------------------------------------------------- | ---------------------- | ----------- | ---------------------------------------- |
| Dachgeschoss                                                        | D/DG (Dachgeschoss), R (Roof)                                           | R (Roof), PH (Penthouse)                                                           |                        |             |                                          |
| 4. Obergeschoss                                                     | 4                                                                       | 5                                                                                  | 5                      | 5 oder 6    | 6                                        |
| 3. Obergeschoss                                                     | 3                                                                       | 4                                                                                  | 4                      | 4 oder 5    | 5                                        |
| 2. Obergeschoss                                                     | 2                                                                       | 3                                                                                  | 3                      | 3           | 4                                        |
| 1. Obergeschoss                                                     | 1                                                                       | 2                                                                                  | 2                      | 2           | 3                                        |
| Erdgeschoss                                                         | 0, E/EG (Erdgeschoss), G (Ground floor) oder RC (Rez-de-Chaussée)       | 1, L (Lobby), G (Ground); in frankophonen Teilen Kanadas auch RC (Rez-de-Chaussée) | 1                      | 1           | 2                                        |
| Halbgeschoss zwischen Erdgeschoss und 1. Untergeschoss (Souterrain) | LG (Lower Ground floor)                                                 | LL (Lower Lobby), selten 0                                                         | 0                      | G           |                                          |
| 1. Untergeschoss                                                    | −1, U/UG (Untergeschoss), K/KG (Keller(geschoss)), B (Basement) oder B1 | B1 oder −1                                                                         | −1                     | B1          | 1                                        |
| 2. Untergeschoss                                                    | −2, TK (Tiefkeller) oder B2                                             | B2 oder −2                                                                         | −2                     | B2          | 0 oder B1                                |
| 3. Untergeschoss                                                    | −3 oder B3                                                              | B3 oder −3                                                                         | −3                     | B3          | B2                                       |

### Trivia
In vielen Hochhäusern weltweit ist kein 13. Stockwerk vorhanden, da die 13 als Unglückszahl gilt und viele Menschen Angst vor der Zahl 13 haben (Triskaidekaphobie). Die Nummer 13 wird entweder (wie im Bild) ausgelassen oder durch z. B. 12A (seltener auch 12½) ersetzt.
Ähnliches gilt in China bzw. in mehreren fernöstlichen Ländern für die Zahl 4 sowie alle Zahlen, die die Ziffer 4 enthalten. Hintergrund ist, dass die Aussprache der Wörter „vier“ und „Tod“ in mehreren dort verbreiteten Sprachen sehr ähnlich ist, was auf die Bevölkerung ähnlichen Aberglauben auslöst wie die 13 in westlichen Kulturen. Man spricht hier auch von Tetraphobie.
Für Halbgeschosse (Zwischengeschosse) gibt es verschiedene Bezeichnungen. Beispielsweise kann ein Zwischengeschoss zwischen dem 2. und 3. Obergeschoss als 2A oder auch 2M (wie Mezzanin) bezeichnet werden. Seltener, aber ebenfalls vereinzelt anzutreffen ist die Bezeichnung als 2.5 oder 2½. Gibt es ein Halbgeschoss über oder unter dem Erdgeschoss, so werden diese beiden Geschosse in den USA oft als LL (Lower Lobby) und UL (Upper Lobby) bezeichnet. Dies ist auch bei Vollgeschossen üblich, wenn beide Stockwerke über Eingänge verfügen.
Bei Gebäuden mit zwei Eingängen in verschiedenen Stockwerken können beide Stockwerke als Erdgeschosse bezeichnet werden. Ein Beispiel ist die Europa Galerie in Saarbrücken, wo ein Zugang von der Straße aus über E1, vom Saarbrücken Hbf über E2 möglich ist. Auch mehrere Einkaufszentren in Hamburg verwenden die Geschossbezeichnungen E1 und E2. Anstelle dieser Nummerierung können die Stockwerke jedoch auch ganz konventionell nummeriert werden; einer der Eingänge befindet sich dann etwa im Untergeschoss. Seltener ist die Variante, eine der beiden Zugangsebenen als 0 und die andere als E (oder EG) zu bezeichnen.

## Weitere Bezeichnungen

### Sockelgeschoss

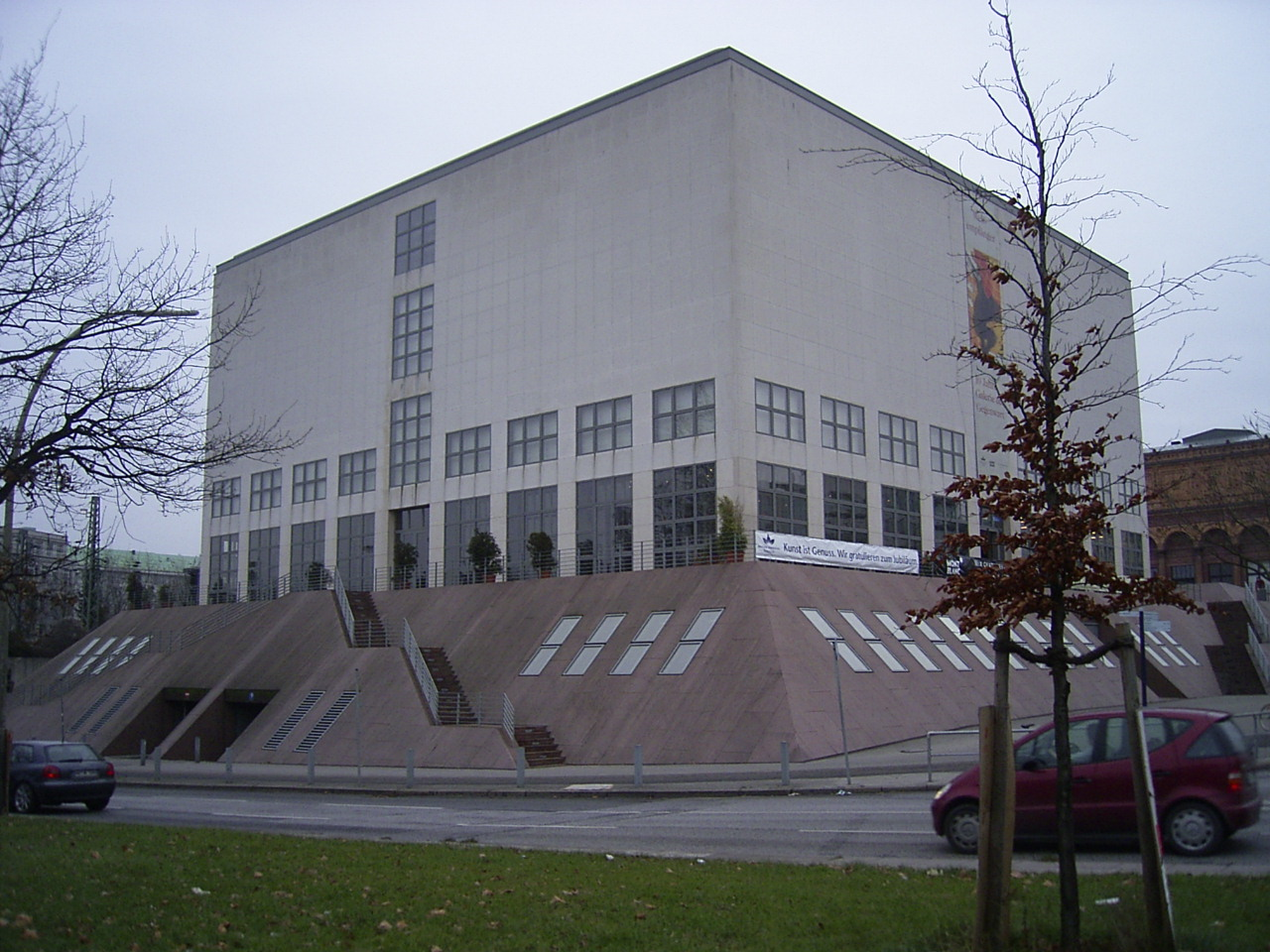
Galerie der Gegenwart (Hamburger Kunsthalle) mit geböschtem Sockelgeschoss

Als Sockelgeschoss bezeichnet man ein Geschoss, das den Sockel eines Gebäudes bildet. Sockelgeschosse haben vor allem eine ästhetische Funktion, sie bilden für den Baukörper als Ganzes eine Basis, deren tragender Charakter durch eine vergleichsweise massive Bauweise betont wird. Wenn das Sockelgeschoss eine breitere Grundfläche einnimmt als der Hauptteil des Gebäudes, entsteht eine umlaufende Terrasse. Ein Beispiel für diese Bauweise findet sich beim barocken Schloss Solitude in Stuttgart (1763–1769) oder bei der Galerie der Gegenwart in Hamburg (1995). Das Sockelgeschoss kann jedoch auch die gleiche Grundfläche wie die übrigen Geschosse einnehmen und ist dann durch eine massiv wirkende Bauweise charakterisiert, die beispielsweise durch wenige kleine Fenster oder rustiziertes Mauerwerk realisiert wird. Ein Beispiel hierfür findet sich beim Berliner Schauspielhaus (1818–1821).

### Tiefparterre
Das Tiefparterre oder auch Souterraingeschoss ist ein Untergeschoss, das halb aus der Erde ragt und von seiner Ausstattung zum Wohnen oder zum dauerhaften Aufenthalt von Menschen gedacht ist.

### Hochparterre
Oberhalb eines halb aus der Erde ragenden Tiefparterres liegt das Hochparterre, ein Erdgeschoss, das gut sichtbar auf Augenhöhe liegt und über die „halbe Treppe“ zu erreichen ist. Oft wird der Zugang von außen auch über eine Freitreppe gebildet.
2008 entschied ein Berliner Gericht für eine Wohnung, bei der die Unterkante der Fenster 1,94 Meter über dem Erdboden lag, dass diese als Hochparterre und damit nicht als Erdgeschosswohnung anzusehen sei.

### Zwischengeschoss

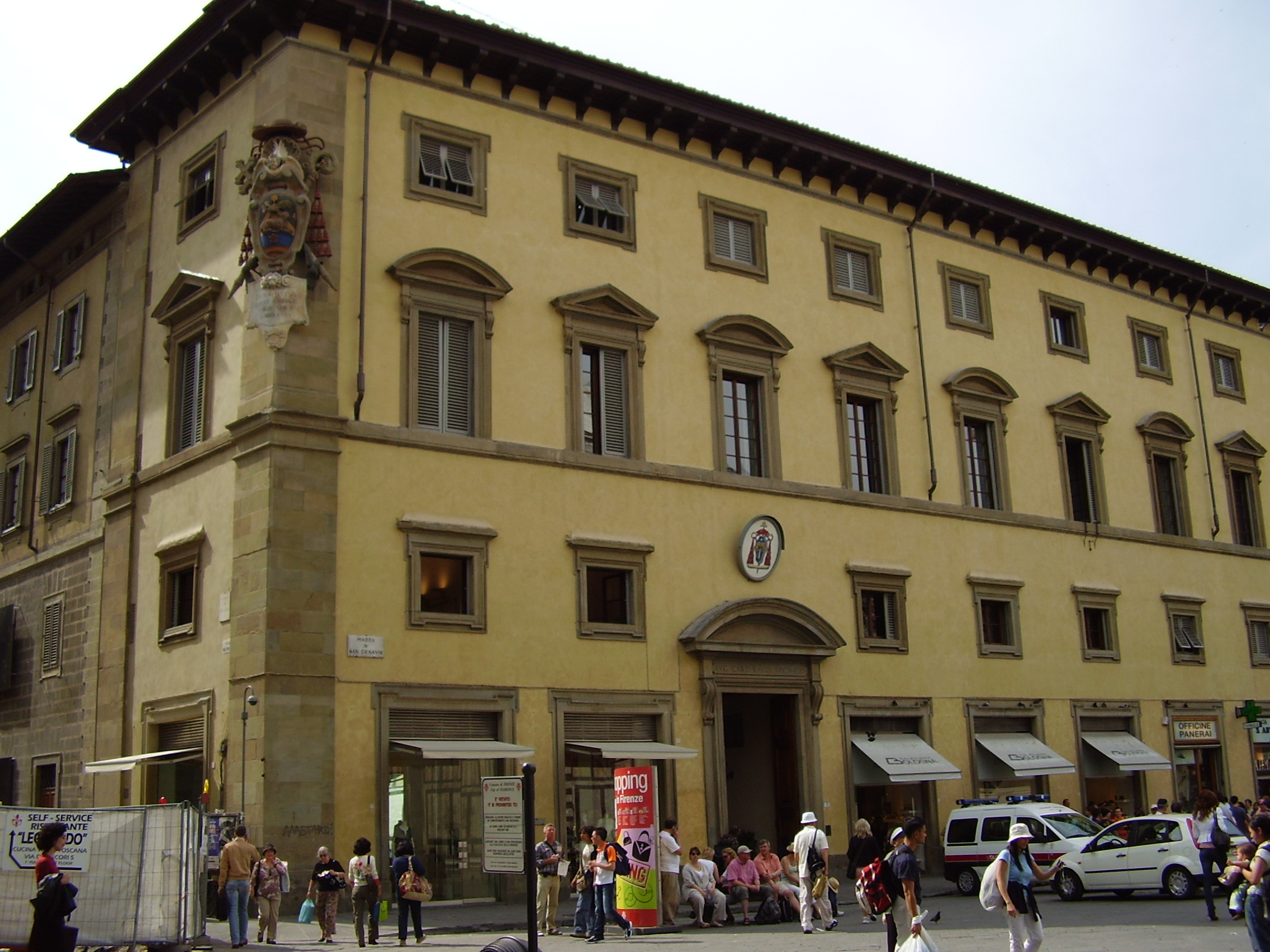
Palazzo arcivescovile in Florenz mit Mezzanin über dem Erdgeschoss und unter dem Dach

Innerhalb eines Geschosses zusätzlich eingefügte Raumebenen werden als Zwischengeschoss oder Entresol bezeichnet, sofern sie nur einen Teil deren Grundfläche ausmachen. (Beispielsweise ein hohes Geschoss, mit Zwischengeschoss in angrenzenden Nebenräumlichkeiten oder in Altbauten teilweise eingezogene Zwischengeschosse. Ein einzelner Saal kann dagegen mehrere Geschosse hoch sein.) Auch die Begriffe Mezzanin und Halbstock bezeichnen ein Zwischengeschoss, wobei hier die geringere Höhe im Vergleich zu den Normalgeschossen ausschlaggebend für die Zuordnung ist.

### Split-Level
Bei der Split-Level-Bauweise sind jeweils um ein halbes Geschoss versetzte, gegenüberliegende Ebenen über Treppen verbunden. In den Vereinigten Staaten sind bei Grundstücken in Hanglage Split-Level-Wohnhäuser weit verbreitet, in denen eine Haushälfte auf halber Höhe zwischen Erd- und Obergeschoss angelegt ist. Die Bauweise eignet sich auch für den Geschosswohnungsbau.

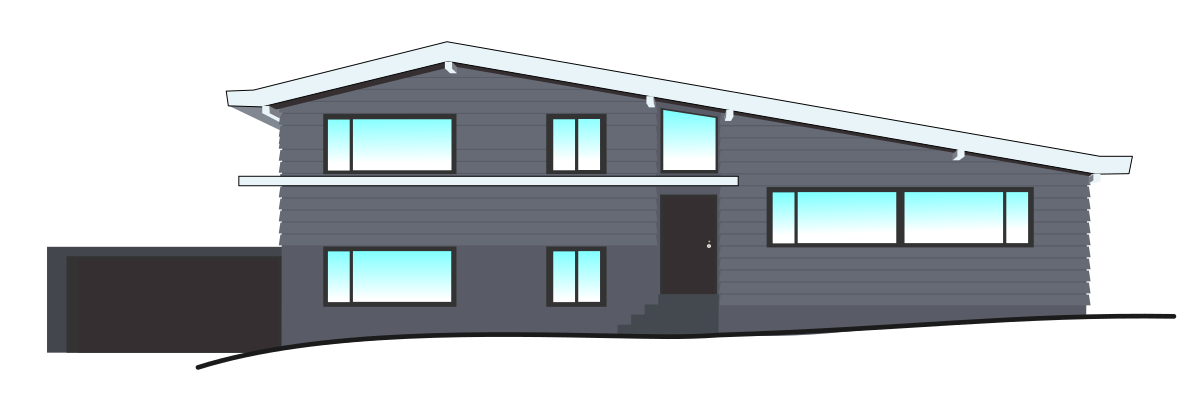
Split-Level-Haus

### Attikageschoss
Ein Attikageschoss ist ein abschließendes, niedriges Obergeschoss, das sich über dem Kranzgesims befindet und oft auch als Mezzanin bezeichnet wird. Es übernimmt in der Fassadengestaltung die Funktion einer Attika, also eines abschließenden obersten Teils der Fassade, der das Dach verdeckt.

### Staffelgeschoss

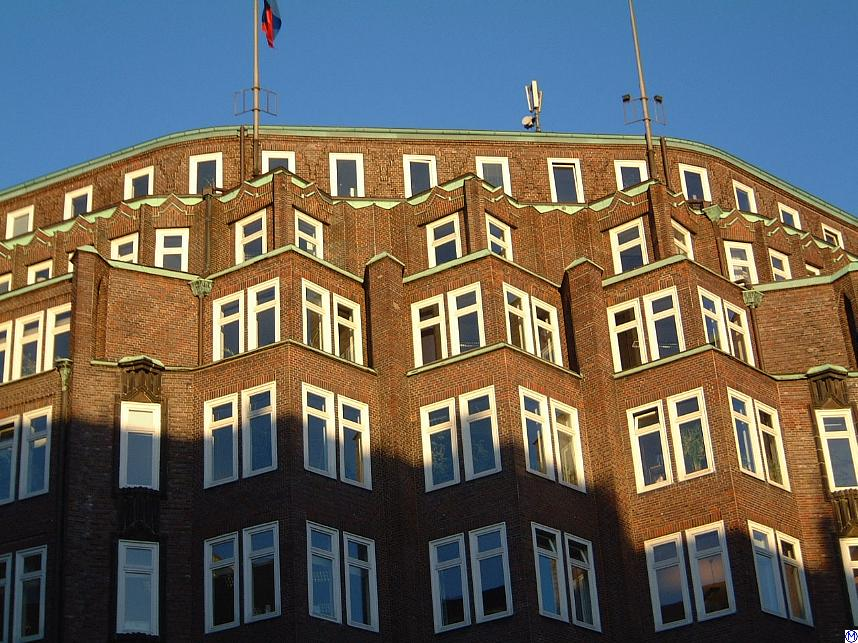
Dreifaches Staffelgeschoss, Montanhof in Hamburg

Der Begriff Staffelgeschoss bezeichnet Geschosse, die gegenüber den darunterliegenden Geschossen zurückspringen und eine kleinere Grundfläche aufweisen. Es wird aus statischen Gründen verwendet oder um eine optische Aufweitung des Straßenraums nach oben zu erreichen. Teilweise werden mehrfach gestaffelte Rücksprünge benutzt, um den Effekt zu verstärken. Gebäude mit Staffelgeschossen haben meist Flachdächer, der Rücksprung kann als Terrasse genutzt werden. Bei großen Terrassen werden die als Wohnung genutzten Staffelgeschosse mit umlaufender Terrasse als Penthouse/Attikawohnung (in der Schweiz) bezeichnet.

### Regelgeschoss
Als Regelgeschoss wird im Baubereich ein Obergeschoss mit einer wiederkehrenden gleichen Aufteilung bezeichnet. Bei einem mehrstöckigen Mietshaus, Bürohaus oder Hotel sind das Erdgeschoss (der Eingang und evtl. eine Rezeption) und der Keller meistens Sondergeschosse, während die übrigen Etagen Regelgeschosse sind.

### Vollgeschoss
Als Vollgeschoss definieren die Bauordnungen der deutschen Bundesländer diejenigen Geschosse, deren Decke im Mittel wenigstens 1,20 m bis 1,60 m höher liegt als die Geländeoberfläche und die in der Regel über mindestens 3/4 ihrer Grundfläche (bei geneigten Dächern) oder 2/3 ihrer Grundfläche bei Staffelgeschossen eine Raumhöhe von 2,30 m haben (Beispiel NRW). Im Dachgeschoss ist teilweise die Höhe von der Oberkante des fertigen Fußbodens bis zur Schnittkante mit der Dach(außen)haut relevant zur Ermittlung der Geschosshöhe. Die genauen Definition der einzelnen Landesbauordnungen weichen voneinander ab.
- Beispiel: Bayerische Bauordnung (BayBO 1998), Art. 2 (5):
Vollgeschosse sind Geschosse, die vollständig über der natürlichen oder festgelegten Geländeoberfläche liegen und über mindestens zwei Drittel ihrer Grundfläche eine Höhe von mindestens 2,30 m haben. Als Vollgeschosse gelten Kellergeschosse, deren Deckenunterkante im Mittel mindestens 1,20 m höher liegt als die natürliche oder festgelegte Geländeoberfläche.
Anmerkung: In der aktuellen Bayerischen Bauordnung (BayBO in der Fassung von 2007; inzwischen mehrfach geändert) ist der Begriff Vollgeschoss entfallen, die bisherige Definition gilt jedoch weiter (Art. 83 Abs. 7 BayBO 2007).

- Beispiel: Hamburgische Bauordnung (HBauO), § 2 (6):
  1. Geschosse sind oberirdische Geschosse, wenn ihre Deckenoberkanten im Mittel mehr als 1,40 m über die Geländeoberfläche hinausragen; im Übrigen sind sie Kellergeschosse.
  2. Vollgeschosse sind Geschosse, deren Deckenoberkante im Mittel mehr als 1,40 m über die Geländeoberfläche hinausragt und die eine lichte Höhe von mindestens 2,3 m haben.
  3. Das oberste Geschoss und Geschosse im Dachraum sind Vollgeschosse, wenn sie diese Höhe über mindestens zwei Drittel der Geschossfläche des darunter liegenden Geschosses haben.

- Beispiel: Landesbauordnung NRW (BauO NW), § 2 (5 + 6) in der Fassung vom 21. Juli 2018:
  1. Geschosse sind oberirdische Geschosse, wenn ihre Deckenoberkanten im Mittel mehr als 1,60 m über die Geländeoberfläche hinausragen, im Übrigen sind sie Kellergeschosse. Hohlräume zwischen der obersten Decke und der Bedachung, in denen Aufenthaltsräume nicht möglich sind, sind keine Geschosse.
  2. Vollgeschosse sind oberirdische Geschosse, die eine lichte Höhe von mindestens 2,30 m haben. Ein Geschoss ist nur dann ein Vollgeschoss, wenn es die in Satz 1 genannte Höhe über mehr als drei Viertel der Grundfläche des darunterliegenden Geschosses hat.

- Beispiel: Niedersächsische Bauordnung (NBauO) vom 3. April 2012, § 2 Begriffe (7):[10]
  1. Vollgeschoss ist ein oberirdisches Geschoss, das über mindestens der Hälfte seiner Grundfläche eine lichte Höhe von 2,20 m oder mehr hat.
  2. Ein oberstes Geschoss ist nur dann ein Vollgeschoss, wenn es die in Satz 1 genannte lichte Höhe über mehr als zwei Dritteln der Grundfläche des darunter liegenden Geschosses hat.
  3. Zwischendecken oder Zwischenböden, die unbegehbare Hohlräume von einem Geschoss abtrennen, bleiben bei Anwendung der Sätze 1 und 2 unberücksichtigt.
  4. Hohlräume zwischen der obersten Decke und der Dachhaut, in denen Aufenthaltsräume wegen der erforderlichen lichten Höhe nicht möglich sind, gelten nicht als oberste Geschosse.

In Gebieten, in denen ein wirksamer Bebauungsplan vorliegt, gilt möglicherweise die Fassung der Landesbauordnung zum Zeitpunkt der Festsetzung des Bebauungsplans. In Baden-Württemberg und im Saarland haben die Verwaltungsgerichte entsprechend geurteilt. Dies hat zur Folge, dass in diesen Fällen die Berechnungsgrundlage für Vollgeschosse teilweise nach historischen Berechnungsvorschriften erfolgt.

## Geschossbezeichnung in der Postanschrift
In Deutschland ist gemäß DIN 5008 das Stockwerk bei der Postanschrift nach einem Leerzeichen, zwei Schrägstrichen und einem weiteren Leerzeichen hinter der Hausnummer anzugeben. Beispiel: Bahnhofstraße 4 // 3. Stock.
In Österreich ist lt. der entsprechenden ÖNORM A 1080, Punkt 5.1.3 Hausnummern, das Stockwerk durch einen Schrägstrich abzutrennen.
In den USA wird das Geschoss in der Postanschrift nach Multiplikation mit dem Faktor 100 nach dem Wort „Suite“ angegeben; z. B. bedeutet „Suite 2900“ das 29. Geschoss, bzw. nach mitteleuropäischer Zählweise das 28. Obergeschoss, da in den USA die Geschosszählung mit dem Erdgeschoss beginnt.